# Hamburg European Open 2019 - Qualificazioni singolare
Le qualificazioni del singolare dell'Hamburg European Open 2019 sono state un torneo di tennis preliminare per accedere alla fase finale della manifestazione. I vincitori dell'ultimo turno sono entrati di diritto nel tabellone principale. In caso di ritiro di uno o più giocatori aventi diritto a questi sono subentrati i lucky loser, ossia i giocatori che hanno perso nell'ultimo turno ma che avevano una classifica più alta rispetto agli altri partecipanti che avevano comunque perso nel turno finale.

## Teste di serie
1. Thiago Monteiro (qualificato)
2. Hugo Dellien (qualificato)
3. Alejandro Davidovich Fokina (ultimo turno, lucky loser)
4. Gianluca Mager (ultimo turno)

1. Sebastian Ofner (primo turno)
2. Pedro Martínez (primo turno)
3. João Domingues (primo turno)
4. Jozef Kovalík (primo turno)

## Qualificati
1. Thiago Monteiro
2. Hugo Dellien

1. Sumit Nagal
2. Julian Lenz

### Lucky loser
1. Alejandro Davidovich Fokina

## Tabellone

### Legenda
| - Q = Qualificato - WC = Wild card - LL = Lucky loser | - ALT = Alternate - SE = Special Exempt - PR = Protected Ranking | - w/o = Walkover - r = Ritirato - d = Squalificato |

### Sezione 1
|  | Primo turno | Primo turno    | Primo turno    | Primo turno | Primo turno |  |  | Ultimo turno | Ultimo turno    | Ultimo turno    | Ultimo turno | Ultimo turno |  |
|  |             |                |                |             |             |  |  |              |                 |                 |              |              |  |
|  |             |                |                |             |             |  |  |              |                 |                 |              |              |  |
|  |             |                |                |             |             |  |  | 1            | Thiago Monteiro | Thiago Monteiro | 6            | 6            |  |
|  |             | Carlos Berlocq | Carlos Berlocq | 6           | 7           |  |  |              | Carlos Berlocq  | Carlos Berlocq  | 3            | 2            |  |
|  | 8           | Jozef Kovalík  | Jozef Kovalík  | 3           | 63          |  |  |              |                 |                 |              |              |  |

### Sezione 2
|  | Primo turno | Primo turno     | Primo turno     | Primo turno | Primo turno |  |  | Ultimo turno | Ultimo turno    | Ultimo turno    | Ultimo turno | Ultimo turno |  |
|  |             |                 |                 |             |             |  |  |              |                 |                 |              |              |  |
|  | 2           | Hugo Dellien    | 4               | 6           | 7           |  |  |              |                 |                 |              |              |  |
|  | WC          | Daniel Masur    | 6               | 2           | 5           |  |  | 2            | Hugo Dellien    | Hugo Dellien    | 7            | 7            |  |
|  |             | Aleksej Vatutin | Aleksej Vatutin | 6           | 6           |  |  |              | Aleksej Vatutin | Aleksej Vatutin | 5            | 5            |  |
|  | 6           | Pedro Martínez  | Pedro Martínez  | 3           | 4           |  |  |              |                 |                 |              |              |  |

### Sezione 3
|  | Primo turno | Primo turno                 | Primo turno                 | Primo turno | Primo turno |  |  | Ultimo turno | Ultimo turno                | Ultimo turno                | Ultimo turno | Ultimo turno |  |
|  |             |                             |                             |             |             |  |  |              |                             |                             |              |              |  |
|  | 3           | Alejandro Davidovich Fokina | Alejandro Davidovich Fokina | 6           | 6           |  |  |              |                             |                             |              |              |  |
|  | WC          | Johannes Härteis            | Johannes Härteis            | 2           | 3           |  |  | 3            | Alejandro Davidovich Fokina | Alejandro Davidovich Fokina | 3            | 5            |  |
|  |             | Sumit Nagal                 | Sumit Nagal                 | 7           | 6           |  |  |              | Sumit Nagal                 | Sumit Nagal                 | 6            | 7            |  |
|  | 5           | Sebastian Ofner             | Sebastian Ofner             | 5           | 2           |  |  |              |                             |                             |              |              |  |

### Sezione 4
|  | Primo turno | Primo turno    | Primo turno    | Primo turno | Primo turno |  |  | Ultimo turno | Ultimo turno   | Ultimo turno | Ultimo turno | Ultimo turno |  |
|  |             |                |                |             |             |  |  |              |                |              |              |              |  |
|  | 4           | Gianluca Mager | Gianluca Mager | 6           | 6           |  |  |              |                |              |              |              |  |
|  | Alt         | Tobias Kamke   | Tobias Kamke   | 3           | 2           |  |  | 4            | Gianluca Mager | 2            | 7            | 5            |  |
|  | WC          | Julian Lenz    | 6              | 4           | 7           |  |  | WC           | Julian Lenz    | 6            | 64           | 7            |  |
|  | 7           | João Domingues | 3              | 6           | 64          |  |  |              |                |              |              |              |  |